# Kiotina riukiuensis
Kiotina riukiuensis är en bäcksländeart som beskrevs av Uéno 1938. Kiotina riukiuensis ingår i släktet Kiotina och familjen jättebäcksländor. Inga underarter finns listade i Catalogue of Life.